# Кантонська мова
Канто́нська мова (廣東話, Gwóngdūng Wa) — традиційний престижний різновид китайської мови юе, що належить до сино-тибетської мовної сім'ї. Вона виникла в місті Гуанчжоу (раніше відоме як Кантон) і прилеглій до нього дельті Чжуцзян. Інколи визначається як окрема мова китайської мовної групи сино-тибетської мовної сім'ї, бо хоча і вона використовує традиційну китайську писемність, вона не є взаємно зрозумілою із мандаринською.
На відміну від мандаринської мови, стандартизація кантонської не завершена, що ускладнює її вивчення.[джерело?] Існування багатьох діалектів унеможливлює формування стабільної лексики, тому більш-менш загальними є слова для позначення предметів іноземного походження, часто сучасних винаходів, таких як комп'ютер тощо.
Хоча кантонська мова має багато спільної лексики із мандаринською та іншими діалектами китайської мови, ці синітські мови не є взаємно зрозумілими через фонологічні, лексичні та інколи граматичні відмінності. Структура речення, зокрема розташування дієслів, іноді відрізняється від мандаринської.

## Короткі відомості

Діалекти кантонської

Кантонська мова традиційно є мовою китайських іммігрантів, які часто спілкувалися з іноземцями й тому мали змогу переселитися в Австралію, Америку чи Канаду. Мешканці численних чайнатаунів у цілому світі розмовляють та роблять записи саме нею. Необхідність розуміти та мати змогу вести ділові справи з жителями південного регіону Китаю виникла ще в перших західних мореплавців, але офіційні курси вивчення та підручники з'явилися лише кілька десятків років тому, здебільшого вони всі є англомовними.
За аналогією фонетичної транскрипції мандаринської мови піньїнь була створена фонетична транскрипція кантонської мови — ютпхін (jyutping), за сприяння Лінгвістичного товариства Гонконгу в  1993 році. Шість тонів кантонської мови позначаються арабськими цифрами.

## Кантонська поза Китаєм

### Велика Британія
Переважна більшість китайців у Великій Британії розмовляють кантонською і приблизно 300 тис людей вважають її рідною мовою. Це значною мірою пояснюється наявністю британських гонконгців і інших британських китайців походження колишніх британських колоній у Південно-Східній Азії.

### Україна
Офіційного закладу з вивчення кантонської мови в Україні немає, і це стало однією з причин ускладнення ситуації під час зіткнення українського танкера «Нафтогаз-67» з китайським суховантажем «Яохай».

## Приклад
| Кантонська          | 人人生而自由，喺尊嚴同埋權利上一律平等。佢哋有理性同埋良心，而且應當以兄弟關係嘅精神相對待。 |
| IPA                 | /jɐn˨˩ jɐn˨˩ sɐŋ˥˧ ji:˨˩ tsiː˨ jɐuː˨˩, hɐi˧˥ tsy:n˥˧ jiːm˨˩ tʰʊŋ˨˩ ma:i˨˩ kʰyːn˨˩ lei˨ sœ:ŋ˨ jɐt˥ lɵt˨ pʰɪŋ˨˩ tɐŋ˧˥. kʰɵy˩˧ tei˨ jɐu˩˧ lei˩˧ sɪŋ˧ tʰʊŋ˨˩ ma:i˨˩ lœ:ŋ˨˩ sɐm˥˧, ji:˨˩ tsʰɛ:˧˥ jɪŋ˥ tɔ:ŋ˥˧ ji:˩˧ jy:˩˧ hɪŋ˥˧ tɐi˨ kʷaːn˥˧ hɐi˨ kɛ:˧ tsɪŋ˥˧ sɐn˨˩ sœ:ŋ˥˧ tɵy˧ tɔ:i˨./ |
| Єльська романізація | yàhnyàhn sàng yìh jihyàuh, hái jyùnyìhm tùhngmàaih kyùhn leih seuhng yātleuht pìhngdáng. kéuihdeih yáuh léihsing tùhngmàaih lèuhngsàm, yìhché yìngdòng yíh hìngdaih gwàanhaih ge jìngsàhn sèung deui doih.                                                                        |
| Кантонська піньїнь  | jan4 jan4 sang1 ji4 dzi6 jau4, hai2 dzyn1 jim4 tung4 maai4 kyn4 lei6 soeng6 jat7 loet9 ping4 dang2. koey5 dei6 jau5 lei5 sing3 tung4 maai4 loeng4 sam1, ji4 tse2 jing1 dong1 ji5 hing1 dai6 gwaan1 hai6 ge3 dzing1 san4 soeng1 doey3 doi6.                                        |
| Романізація юптіньг | jan4 jan4 sang1 ji4 zi6 jau4, hai2 zyun1 jim4 tung4 maai4 kyun4 lei6 soeng6 jat1 leot6 ping4 dang2. keoi5 dei2 jau5 lei5 sing3 tung4 maai4 loeng4 sam1, ji4 ce2 jing1 dong1 ji5 hing1 dai6 gwaan1 hai6 ge3 zing1 san4 soeng1 deoi3 doi6.                                          |
| Українська:         | "Усі люди народжуються вільними та рівними у своїй гідності та правах. Вони наділені розумом і совістю і повинні ставитися один до одного в дусі братерства." |